# Hòa Tân, Cầu Kè
Hòa Tân là một xã cũ thuộc huyện Cầu Kè, tỉnh Trà Vinh, Việt Nam.

## Địa lý
Xã Hoà Tân có vị trí địa lý:
- Phía đông giáp xã Châu Điền
- Phía tây giáp xã An Phú Tân
- Phía nam giáp Sông Hậu
- Phía bắc giáp thị trấn Cầu Kè và xã Hòa Ân.

Xã Hòa Tân có diện tích 29,20 km², dân số năm 2019 là 9.879 người, mật độ dân số đạt 338 người/km².

## Hành chính
Xã Hòa Tân được chia thành 7 ấp: An Bình, An Lộc, Chông Nô 1, Chông Nô 2, Chông Nô 3, Hội An, Sóc Ruộng.

## Lịch sử
Ngày 2 tháng 3 năm 1998, Chính phủ Việt Nam ban hành Nghị định số 13/1998/NĐ-CP về việc thành lập xã Hòa Tân trên cơ sở:
- Điều chỉnh 1.261,72 ha diện tích tự nhiên và 5.198 nhân khẩu của xã Hòa Ân
- Điều chỉnh 1.657,97 ha diện tích tự nhiên và 4.501 nhân khẩu của xã An Phú Tân.

Xã Hòa Tân có 2.919,69 ha diện tích tự nhiên và 9.699 nhân khẩu.
Ngày 15 tháng 10 năm 2019, Hội đồng Nhân dân tỉnh Trà Vinh ban hành Nghị quyết 157/NQ-HĐND về việc sáp nhập một phần ấp Chông Nô 1 vào ấp Sóc Ruộng.